# Rafał Krawczyk

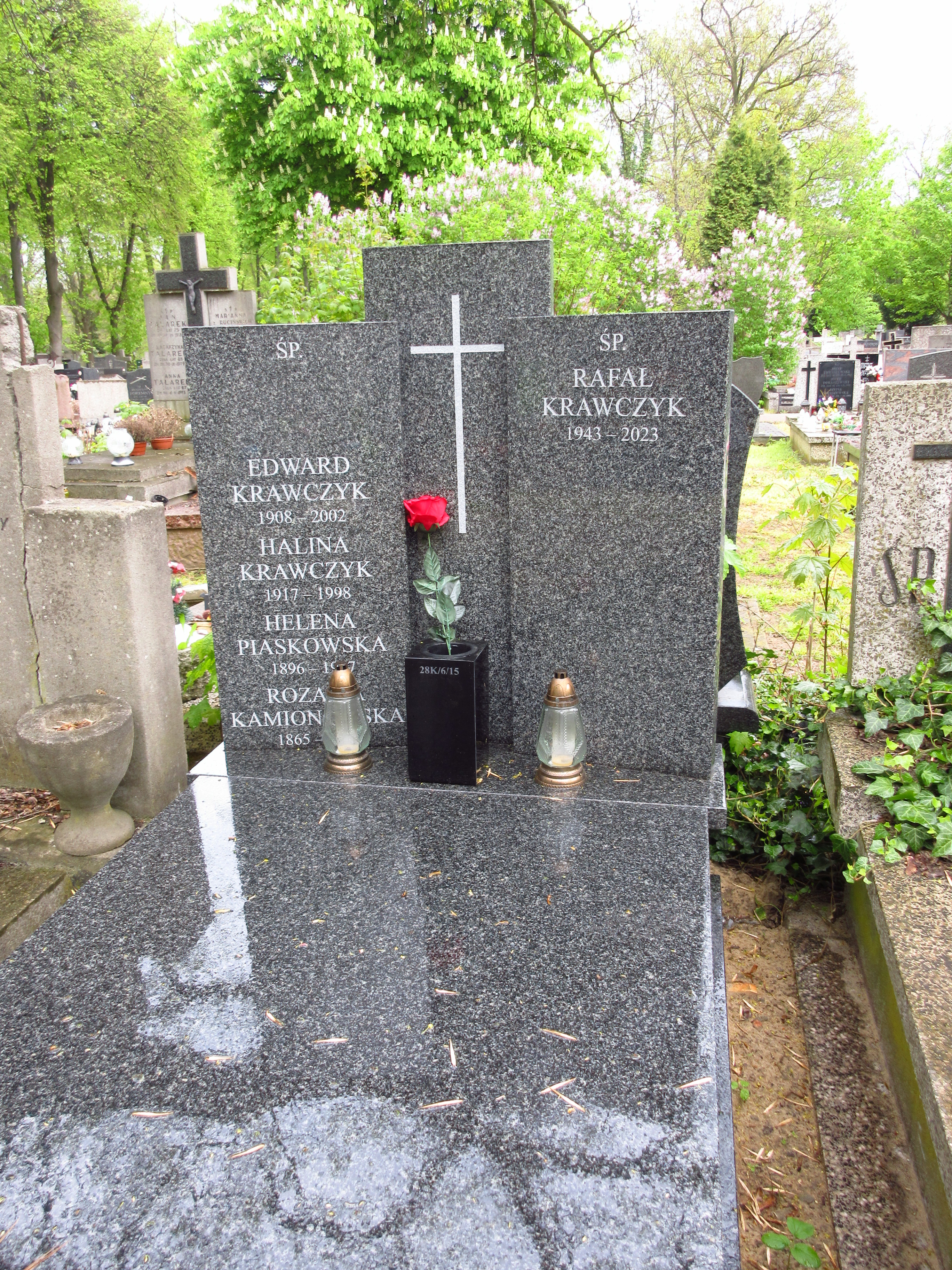
Grób profesora Rafała Krawczyka na Cmentarzu Bródnowskim.

Rafał Krawczyk (ur. 28 stycznia 1943, zm. 11 lutego 2023) – profesor nadzwyczajny doktor habilitowany  nauk ekonomicznych. W wyborach prezydenckich w Polsce w 1990 roku szef sztabu wyborczego Romana Bartoszcze. Następnie założyciel partii Ruch Nowej Polski, która jednak nie rozwinęła szerszej działalności.

## Osiągnięcia zawodowe
- 1965 – absolutorium nauk historycznych Wydziału Historii Uniwersytetu Warszawskiego.
- 1969 – stopień magistra nauk ekonomicznych, Wydział Ekonomii Politycznej Uniwersytetu Warszawskiego.
- 1973 – stopień naukowy doktora nauk ekonomicznych, Wydział Nauk Społecznych Uniwersytetu Warszawskiego.
- 1974 – dyplom specjalisty w zakresie integracji europejskiej, University of Amsterdam, Holandia.
- 1976–1982 – sekretarz generalny Polskie Towarzystwo Ekonomiczne.
- 1979 – stopień naukowy doktora habilitowanego nauk ekonomicznych, Wydział Nauk Ekonomicznych Uniwersytetu Warszawskiego.
- 1979–1986 – docent w Uniwersytet Warszawski.
- 1982–1983 – dyrektor naczelny Zakładów Artystycznych „Art” Polskiego Związku Artystów Plastyków.
- 1983–1995 – profesor nadzwyczajny w Katolicki Uniwersytet Lubelski Jana Pawła II.
- 1987–1988 – Associate Professor, Consultant, World Bank/IFC (Bank Światowy), Washington, D.C., USA.
- 1988–1990 – Associate Professor, Bradley Resident Scholar, The Heritage Foundation, Washington. D.C., USA.
- 1993–2019 – profesor nadzwyczajny w Wyższej Szkole Handlu i Prawa im. Ryszarda Łazarskiego. Kierownik Katedry Europeistyki.
- 1994–1999 – profesor nadzwyczajny w Politechnika Lubelska.
- 1995–1996 – przewodniczący Rady Naukowej Instytutu Wzornictwa Przemysłowego w Warszawie.
- 1996–1999 – członek Rady Naukowej Instytutu Wzornictwa Przemysłowego w Warszawie;
- Od 1999 r. specjalizuje się w zagadnieniach stosunków międzynarodowych i porównań międzycywilizacyjnych.
- Obecnie: ekspert The Heritage Foundation, Washington. D.C., USA.

## Wyróżnienia i nagrody
- 1990 – Nagroda Kisiela
- 2005 – Nagroda I Stopnia Ministra Edukacji Narodowej

## Wybrane publikacje
Autor ponad 200 artykułów naukowych oraz kilkunastu książek i monografii, m.in. tłumaczonych na język angielski i rosyjski. 
- Skandynawia jako partner gospodarczy, PTE Warszawa 1979.
- Reforma jako innowacja społeczna (współautorstwo), MAW Warszawa 1985.
- Economic Growth of East European Countries, Soviet Union and China, World Bank, Washington 1988.
- Kapitał i rynek, Res Polona, Łódź 1990.
- Raspad i wozrożdienie polskoj ekonomiki, Nowosti Moskwa 1991.
- Podstawy cywilizacji europejskiej, Warszawa 2004, ISBN 83-88690-72-8. Książka otrzymała w 2005 r. Nagrodę I Stopnia Ministra Edukacji Narodowej jako najlepsza pozycja naukowa roku.
- Jadeitowy Budda, Warszawa 2007. Opowieść literacka o cywilizacjach Dalekiego Wschodu.
- Fenomen Europy, Łódź 2009.
- Islam. Świat tłumionych emocji, Łódź 2009
- Egzekutor. Opowieść literacka o świecie islamu, Wydawnictwo Świat Współczesny, 2010.
- Świat współczesny. Międzynarodowe stosunki kulturowe, Wydawnictwo Świat Współczesny, 2012.
- Islam jako system społeczno-gospodarczy, Warszawa 2013, ISBN 978-83-60694-43-5.

## Miejsce spoczynku
Pochowany na cmentarzu Bródnowskim w Warszawie (kwatera 28K-6-15).